# Trávnik
Trávnik, do roku 1948 Fiš (maďarsky Füss nebo Komáromfüss) je obec v okrese Komárno na Slovensku. Leží ve slovenské Podunajské nížině na levém břehu Dunaje, který zde zároveň tvoří státní hranici s Maďarskem.

## Historie
Místo je poprvé písemně zmíněno v roce 1216 jako Fys a poté bylo v majetku opatství Pannonhalma, od roku 1383 místního opatství, které ves pronajímalo různým vlastníkům půdy. Obyvatelé byli zaměstnáni jako zemědělci, chovatelé koní a pastevci.
Do roku 1918 byla obec součástí Uherska. V letech 1938 až 1945 byla kvůli první vídeňské arbitráži součástí Maďarska.
Při sčítání lidu v roce 2011 žilo v Trávniku 698 obyvatel, z toho 570 Maďarů a 123 Slováků. Pět obyvatel neuvedlo žádné informace o své etnické příslušnosti.

## Pamětihodnosti
- Římskokatolický kostel sv. Benedikta z poloviny 18. století, klasicisticky upraven v 1. polovině 19. století.[3]
- Zámeček z poslední třetiny 19. století

## Osobnosti
- György Bartal (1785–1865), uherský právník, politik, člen Maďarské akademie věd